# Aphthona maldesi
Aphthona maldesi là một loài bọ cánh cứng trong họ Chrysomelidae. Loài này được Doguet & Petitpierre miêu tả khoa học năm 1986.